# Niedodma

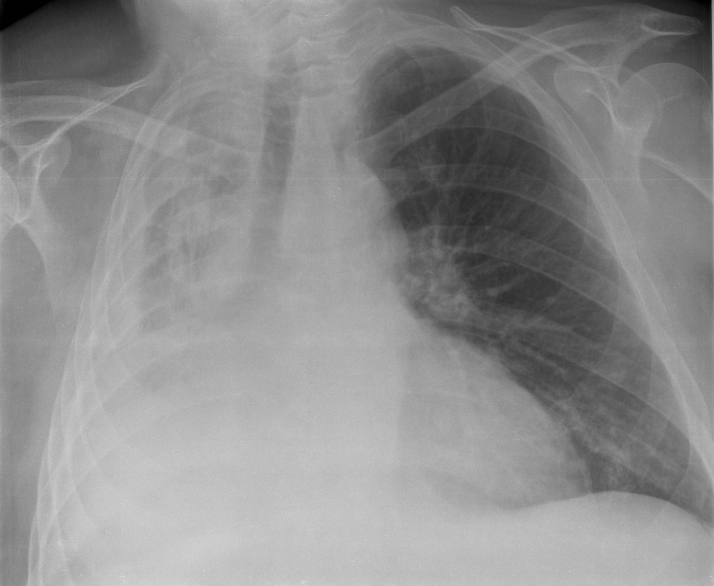
Zdjęcie przeglądowe klatki piersiowej pacjenta z niedodmą prawego płuca.

Niedodma (łac. atelectasis) – bezpowietrzność miąższu płucnego spowodowana zamknięciem oskrzela doprowadzającego powietrze do określonego obszaru miąższu płucnego lub uciskiem (niedodma z ucisku) będącym skutkiem obecności płynu w jamie opłucnowej lub innej zmiany uciskającej na miąższ płucny.
Wyróżniamy 4 typy niedodmy:
- resorpcyjna,
- kompresyjna,
- retrakcyjna,
- uogólniona (rozsiana).

Przeczytaj ostrzeżenie dotyczące informacji medycznych i pokrewnych zamieszczonych w Wikipedii.